# Serjania acuminata
Serjania acuminata är en kinesträdsväxtart som beskrevs av Ludwig Radlkofer. Serjania acuminata ingår i släktet Serjania och familjen kinesträdsväxter. Inga underarter finns listade i Catalogue of Life.